# 王來召
王來召（1541年—？），字汝行，直隸廣平府成安縣人，民籍，明朝政治人物。

## 生平
嘉靖四十年（1561年）辛酉科順天鄉試第四名舉人，隆慶二年（1568年）中式戊辰科會試第一百六十九名，三甲第一百一十五名進士。授開封府推官。

## 家族
曾祖王才；祖父王成；父王俊民。前母宋氏；母田氏。永感下。兄王來聘、王來檄，弟王來問。